# Chen Ying (escriptora)
En una onomàstica xinesa Chen es el cognom i Ying el prenom.
No confondre amb l'escriptora xinesa-canadenca Ying Chen (应晨) (1961-)
Chen Ying (xinès simplificat: 沉樱) (Weixian 1907 - EUA 1988). Activista política,editora, assagista traductora i escriptora xinesa. Una de les grans escriptores xineses dels anys 30.

## Biografia
Chen Ying va néixer en una família de classe mitjana, el16 d'abril de 1906 a Weixian, província de Shandong a la Xina. El 1920, va ingressar a l'escola de noies número 1 de Shandong. Va estudiar literatura clàssica xinesa, però també literatura moderna publicada a Pequín i Shanghai i les traduccions d'obres modernes de la literatura russa, japonesa i europea.
El 1924, la família es va traslladar a Shanghai quan les universitats xineses van començar a obrir les portes a les estudiants. El 1925, va entrar al departament xinès de la Universitat de Shanghai , creada pel Partit Comunista. En aquesta època va participar en manifestacions per la llibertat i la democràcia, distribuït fulletons i va ajudar a organitzar sindicats en diverses fàbriques.
El 1925 el govern nacionalista del Guomindang va llançar una repressió contra els simpatitzants comunistes i va tancar la Universitat i Chen va seguir els estudis a la Universitat Fudan. E l dramaturg Hong Shen (洪深) era aleshores professor a Fudan i hi va organitzar activitats teatrals on Chen hi va participar interpretant el paper principal a l'obra "The Shopkeeper" (女店主). Allà va conèixer al que seria el seu primer marit el dramaturg Ma Yanxiang, amb qui es va casar el 1929, però es va divorciar molt ràpidament, a finals de 1930.
El 1931,va conèixer el seu segon marit, Liang Zongdai (梁宗岱), traductor i professor de francès a Beida, la Universitat de Pequín. A la tardor de 1934, Liang es va enfadar amb el degà del departament de literatura, i va dimitir .Interessants per la cultura japonesa van anar al Japó per especialitzar-se en literatura japonesa. i el 1935 van tornar a la Xina i es van casar.
A l'inici de la segona guerra sino-japonesa, el 1937, van seguir el flux d'intel·lectuals que es van retirar terra endins i es van establir a Chongqing. Al final de la guerra, van tornar a Shanghai on, el 1946, on es va convertir en professora de l'Escola Experimental deTeatre de Shanghai. Però el 1948, el seu germà, que era un oficial de Guomingdang, la va persuadir d'anar a Taiwan amb els seus fills. A Taiwan va fer de professora en escoles de secundària durant 17 anys. El 1967 es va jubilar i va marxar als Estats Units fins a la seva mort el 14 d'abril de 1988.

#### Carrera literària
Va començar la seva trajectòria com a escriptora mentre estudiava a la universitat. Va publicar el seu primer conte, "Tornar a casa" (回家), l'any 1928, sota el pseudònim de Chen Yin (陈因) i l'any 1929 ja havia publicat la primera col·lecció de contes. Les obres de Chen Ying van sorprendre el món literari tan bon punt van sortir, i grans escriptors com Mao Dun van elogiar la seva obra. Malgrat l'èxit i la fama , Chen Ying, de sobte va decidir no escriure més novel·les, propòsit que va justificar amb l'argument de "Les escriptores simplement estan aclaparades. La majoria de les meves novel·les estan escrites sota la pressió dels editors"
De 1929 a 1935, va publicar una sèrie de cinc col·leccions de contes sobre el tema del matrimoni i l'amor, però també sobre les frustracions i el desencís de les dones, i especialment dels intel·lectuals, a la Xina de l'època. Un dels més famosos dels publicats el 1929 és "La dona" (妻), publicat al Monthly of the Short Story (小说月刊). L'obra toca el tema de l'embaràs no desitjat, en una jove intel·lectual, tema habitual en els contes de dones escriptores d'aquest període com Xie Bingying.

##### Estil
Les obres de Chen Ying se centren principalment en l'amor i el matrimoni, amb novel·les sobre la vida familiar, el matrimoni urbà i les històries d'amor amb arguments senzills, descripcions delicades i exquisides, i un llenguatge elegant i fluid. Alguns crítics la situen entre les escriptores modernes, després de Eileen Chang (Zhang Ailing) i abans de Ding Ling.

#### Traductora
Durant la seva estada a Taiwan va dedicar molt de temps a la traducció de novel·les i assaigs d' escriptors europeus i americans, com Somerset Maugham o Herman Hesse. Però el seu gran èxit va ser la traducció del conte de Stefan Zweig “Carta d'una dona desconeguda” (一位陌生女子的来信) que es continua reeditant a la Xina i les seves traduccions encara es consideren clàssics de la traducció xinesa moderna.

#### Editora
Es va retirar de la docència el 1967 i va posar en marxa una editorial independent per publicar les seves traduccions, així com els seus assaigs.

## Obres destacades
| Any  | Títol xinès | Traducció al català          |
| ---- | ----------- | ---------------------------- |
| 1929 | 妻          | Dona                         |
| 1929 | 喜筵之后    | Després del banquet de noces |
| 1929 | 夜阑        | Ben entrada la nit           |
| 1929 | 某少女      | Una noia                     |
| 1934 | 女性        | Les dones                    |
| 1935 | 一个女作家  | Una escriptora               |